# 유발이
유발이(본명: 강유현, 1988년 1월 17일 ~ )은 대한민국의 피아노 연주자, 작곡가, 가수이다. 2017년에 프랑스의 Conservatoire Bourg La Reine 의 재즈 (Le Chant Jazz) 전공 졸업. 프랑스를 비롯하여 독일, 이집트 등 유럽 등지에서 재즈가수로써 많은 활동을 하였다.

## 학력
- 평택 신한고등학교 졸업
- 동아방송예술대학 재즈피아노 전공 졸업
- 프랑스의 conservatoire bourg la reine에서 재즈 (Le Chant Jazz) 전공 졸업

## 경력
- 2009년 제천국제음악영화제 (JIMFF) 거리의 악사페스티벌 대상 수상
- 그룹 흠 HEUM의 키보디스트, 작곡, 싱어송라이터
- 이한철 밴드의 키보디스트
- 영화 "산타바바라"의 음악 감독
- 프랑스 오디션 프로그램 더 보이스 (The Voice) 출연

세계적인 가수 미카 Mika가 멘토

## 공연 기록
- 유발이의 겨울 소풍 / 에반스 라운지 (2014.12.27)
- 사운드홀릭 페스티벌 2014 EXIT X 젠틀몬스터 출연 (2014.6.21 -6.22)
- 유발이의 마지막소풍 / 카페 벨로주 (2015.4.4)

## 출연

### 영화
- 2014년 《산타바바라》 - 제비다방 건반 역 (음악, 특별출연)

## 앨범
- 2010년 《유발이의 소풍》 : 타이틀곡 봄이 왔네
- 2010년 《The Second Glass》 : 타이틀곡 같은 술자리 다른 술잔
- 2011년 《유발이의 소풍》 : 타이틀곡 시계
- 2012년 《천천히 다가와》 : 타이틀곡 소풍
- 2012년 《선물(김창환 아저씨랑)》 : 타이틀곡 선물(김창환 아저씨랑)
- 2012년 《불후의 명곡 - 전설을 노래하다 - 하춘화편》 : 타이틀곡 날 버린 남자
- 2013년 《유발이의 산책》 : 타이틀곡 The Way
- 2014년 《C'est la vie》 : 타이틀곡 C'est la vie
- 2015년 《인디 20(인디 20주년 기념앨범 Part.3)》 : 타이틀곡 내를 델따주오